# Robert Village
Robert Village es una villa de Trinidad y Tobago, que forma parte de la región de Princes Town.

## Geografía
La villa abarca parte de la isla Trinidad y limita al norte con San Pedro (localidad perteneciente a la región de Couva-Tabaquite-Talparo), al sur con George Village y Tableland, al este con Fonrose Village (localidad perteneciente a la región de Mayaro-Rio Claro) y al oeste con New Grant.

## Demografía
Datos demográficos de la villa de Robert Village:
| Gráfica de evolución demográfica de Robert Village entre 2000 y 2011 |
|                                                                      |